# Тартрат неодима(III)
Тартрат неодима(III) — неорганическое соединение, 
соль неодима и винной кислоты
с формулой Nd2(C4H4O6)3,
кристаллы,
не растворяется в воде,
образует кристаллогидрат.

## Получение
- Обменная реакция растворимых солей неодима и тартрата аммония:

{\displaystyle {\mathsf {2NdCl_{3}+3(NH_{4})_{2}C_{4}H_{4}O_{6}\ {\xrightarrow {}}\ Nd_{2}(C_{4}H_{4}O_{6})_{3}\downarrow +6NH_{4}Cl}}}

## Физические свойства
Тартрат неодима(III) образует кристаллы.
Не растворяется в воде.
Образует кристаллогидрат состава Nd2(C4H4O6)3•7H2O.